# Book of Negroes
Cet article concerne le document historique. Pour l'adaptation télévisuelle, voir The Book of Negroes (mini-série).

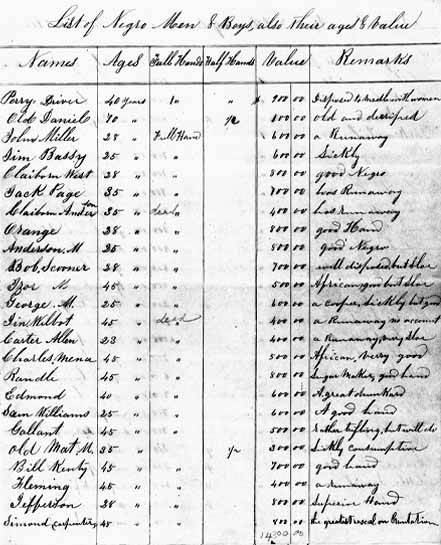
Une page du Book of Negroes.

Le Book of Negroes (littéralement « le livre des nègres ») est un registre manuscrit, datant de 1783, qui établit la liste des loyalistes noirs qui ont embarqué à New York à destination de la Nouvelle-Écosse pour quitter les États-Unis à l'issue de la guerre d'indépendance américaine. Esclaves pour la majorité d'entre eux, ils avaient choisi de combattre avec les forces britanniques, en échange de la promesse d'un affranchissement.
Chacun des 3 000 passagers y fait l'objet d'une description physique et administrative détaillée : sont répertoriés le nom, le statut (libre ou esclave), le nom et le lieu de résidence du propriétaire si l'individu était esclave. Les trois exemplaires du Book of Negroes sont respectivement conservés aux archives nationales du Royaume-Uni, aux Archives nationales des États-Unis et aux archives publiques de la Nouvelle-Écosse.

## Adaptations
L'auteur canadien Lawrence Hill a écrit en 2007 un roman intitulé The Book of Negroes (publié en France sous le titre Aminata et aux États-Unis sous le titre moins controversé Someone Knows My Name). Le roman raconte l'histoire d'anciens esclaves installés en Nouvelle-Écosse, et de ceux qui ont plus tard choisi de retourner en Sierra Leone où ils ont fondé une colonie d'hommes libres. Inspiré par le document historique éponyme, il est narré par une jeune femme noire nommée Aminata. Le roman a reçu le Commonwealth Writers' Prize en 2008.
Le roman a fait l'objet d'une adaptation à la télévision, sous la forme d'une mini-série réalisée par le Canadien Clement Virgo. D'une durée de six heures, elle est diffusée sur BET et CBC en février 2015, avec Aunjanue Ellis, Lyriq Bent, Cuba Gooding Jr. et Louis Gossett Jr..